# Landeira
Landeira ist eine Freguesia, Gemeinde, in Portugal im Landkreis von Vendas Novas mit 64,7 km² Gesamtfläche und 620 Einwohnern (Stand 19. April 2021). Daraus ergibt sich eine Bevölkerungsdichte von 9,6 Einwohner/km².
Bis ins 19. Jahrhundert war Landeira der Hauptort eines Landkreises, danach nur noch eine Gemeinde von Vendas Novas.  